# プエブラの会戦
プエブラの会戦（プエブラのかいせん）は1862年5月5日にメキシコ領ベラクルス郊外のプエブラで、フランス軍とメキシコ軍との間で起こった戦闘。ナポレオン3世のメキシコ征服のための侵略戦争（メキシコ出兵）で、メキシコ軍はこれを撃退、勝利した。

## 背景
フランスのナポレオン3世はアメリカ合衆国に対抗するために新大陸に「カトリック帝国」の建設の野心を持っていた。
1861年7月17日、メキシコのベニート・フアレス大統領は2年の対外債務の支払い延期を国会通じて決定した。そのためイギリス、スペイン、フランスは税関管理の債務回収を目的に12月にメキシコに出兵した。しかしフランスがメキシコに領土的野心があることが判明すると、1862年の4月までにイギリスとスペインは撤兵し、フランスのみがメキシコに侵攻することになった。ベラクルスを確保するフランス軍も最終的にはメキシコからの撤兵を認める事になった。
しかしフランス軍は撤退途中で協定を破棄してメキシコ軍を攻撃し、迎え撃つメキシコ軍はイグナシオ・サラゴサ将軍とポルフィリオ・ディアス旅団長の指揮のもと防衛を試みた。プエブラの戦いはこうした海岸線に展開するフランス軍とメキシコ軍が偶発的に遭遇して発生した。

## 戦闘
シャルル・フェルディナン司令官のフランス軍が海岸線から内陸部へ雑多な行軍を行っているのを偶然目撃したメキシコ軍は、撤退したはずのフランス軍が協定を破棄した事を知った。メキシコ軍はフランス軍の卑劣な行動に激昂し、直ちに先制攻撃に移ったが海岸沿いの街であるオリサバに築かれた強固な陣地を突破できなかった。
イグナシオ・サラゴサ将軍は一旦プエブラへと軍を下げ、そこで二つの砦を中心にした防御体制を構築した。一方、フランス軍はメキシコ軍を過小評価して、プエブロへと安易な攻撃を仕掛けようとしていた。5月5日にフェルディナンは全軍を北部から投入して攻撃を開始したが、二度にわたる攻撃は数的有利と砲撃支援があったにもかかわらず撃退された。三度目の攻撃でフランス軍は予備戦力すら投入したが、砲撃用の弾薬は既に使い果たしている有様だった。三度目の攻勢もメキシコ軍が丘の砦に築いた陣地を突破できず、フランス軍は遂にプエブラから退却した。
これを好機と見たメキシコ軍は機会を逃さず、騎兵部隊を両翼から回りこませて退却するフランス軍を追撃した。午後3時から降り始めた雨の中、メキシコ騎兵に追撃されたフランス軍はオリサバへ敗走した。762人もの被害を出したフランス軍に比べ、メキシコ軍は233人の被害に留まった。フランス軍は今度は自軍が防御戦を行う事を目論んだが、メキシコ軍はそのままプエプラ防衛に専念した。数日後、フランス軍はオリサバを放棄して撤退した。

## 結果
より数の少ないメキシコ軍がフランス軍を敗走させた事は各国を驚かせた。しかしメキシコ支配の野心を捨て切れないナポレオン3世はなおも派兵を続け、翌1863年にはメキシコ市を陥落させた。さらに、1864年、かつて宗主国スペインの王家であったハプスブルク家のマクシミリアンをオーストリアから迎えて皇帝に擁立し、傀儡国家であるメキシコ帝国を成立させた。